# HMS Prince of Wales (1765)
HMS Prince of Wales (1765) — 74-пушечный линейный корабль третьего ранга. Первый корабль Королевского флота с таким названием. Заказан 7 января 1762 года как HMS Hibernia, переименован на стапеле. Спущен на воду 4 июня 1765.
Участвовал в Американской революционной войне. Служил в Вест-Индии, был при Сент-Люсии и Гренаде.
По окончании войны, в 1783 отправлен на слом.